# Purcell (Oklahoma)
Purcell is een plaats (city) in de Amerikaanse staat Oklahoma, en valt bestuurlijk gezien onder Cleveland County en McClain County.

## Demografie
Bij de volkstelling in 2000 werd het aantal inwoners vastgesteld op 5571.
In 2006 is het aantal inwoners door het United States Census Bureau geschat op 5968, een stijging van 397 (7.1%).

## Geografie
Volgens het United States Census Bureau beslaat de plaats een oppervlakte van
26,9 km², waarvan 25,8 km² land en 1,1 km² water. Purcell ligt op ongeveer 335 m boven zeeniveau.

## Plaatsen in de nabije omgeving
De onderstaande figuur toont nabijgelegen plaatsen in een straal van 16 km rond Purcell.